# 1961년
1961년은 일요일로 시작하는 평년이다.

## 사건
- 1월 31일 - 장면 대한민국 국무총리가 민주당 탈당을 하고 무소속 전향.
- 2월 15일 - 미국 아이들와일드 공항을 출발해 벨기에 브뤼셀 자벤텀 공항에 도착 예정이던 보잉 707-329 여객기가 착륙 직전 공항 인근 주택가에 추락해 미국의 피겨스케이팅팀(선수 및 코치진)을 포함해 73명(지상 1명 포함)이 사망했다.
- 4월 12일 - 소련의 유리 가가린이 최초로 우주 비행을 한 사람이 되다.
- 4월 27일 - 시에라리온이 영국으로부터 독립하다.
- 4월 30일 - 윤보선 대통령이 민주당 탈당하고 무소속 전향하여 대한민국 무여당 체제 돌입.
- 5월 16일 - 대한민국에서 5·16 쿠데타가 일어나 군정이 실시되었다.
- 6월 3일 - 미국 35대 대통령 존 F. 케네디가 소련과 핵확산금지조약(NPT)을 체결함.
- 7월 11일 - 중조 우호 협력 상호 원조 조약 체결.
- 8월 6일 -  소련, 제2호 유인 우주선 발사에 성공.
- 8월 10일 - 대한민국, 카메룬 수교.
- 8월 10일 - 한국 표준시가 동경 135도를 기준으로 30분 앞당겨짐.
- 8월 12일 - 대한민국, 국가재건최고회의 박정희(朴正熙) 의장, 1963년 여름에 민정이양 약속.
- 8월 13일 - 냉전으로 인해 분단된 독일의 도시 베를린의 동서구간 사이에 베를린 장벽이 세워지다.
- 8월 31일 - 소련, 핵실험 재개 선언.
- 9월 1일 - 비동맹국 정상회담, 유고슬라비아 수도 베오그라드서 개최.
- 9월 15일 - 미국, 지하 핵실험 실시.
- 9월 16일 - 미국, 네바다주에서 두 번째 지하핵실험 실시.
- 9월 18일 - 다그 함마르셸드 유엔 사무총장, 콩고 내전 해결을 위해 아프리카로 가던 중에 잠비아에서 비행기 추락사고로 사망.
- 9월 27일 - 시에라리온, 유엔 가입.
- 9월 28일 - 시리아의 다마스쿠스에서 군사 쿠데타가 일어나 시리아가 아랍 연합 공화국에서 탈퇴하다.
- 10월 27일 - 모리타니, 몽골, 유엔 가입.
- 10월 30일 -  소련, 노바야제믈랴 제도에 차르 봄바를 투하하는 핵실험 실시.
- 11월 6일 - 유엔, 핵실험 금지안 가결.
- 11월 13일 - 대한국민항공사가 폐업함

## 문화
- 1월 15일 - 로마 피우미치노 공항 개항.
- 8월 1일 - 중소기업은행 발족.
- 8월 5일 - 군사원호청 발족.
- 8월 15일 - 대한민국, 농업협동조합 발족.
- 8월 16일 - 한국경제인협회(전국경제인연합회와 전신), 이병철을 회장으로 발족.
- 9월 30일 - 한국노동조합총연맹 결성.
- 10월 13일 - 대한민국 언론인들과 자율심의기구인 한국신문윤리위원회 발족.
- 10월 15일 - 대한방송 폐국.
- 10월 31일 - 유럽경제협력기구(OEEC), 경제협력개발기구(OECD)로 확대개편.
- 12월 24일 - 서울텔레비전방송국 시험방송 개시.
- 12월 31일 - 서울텔레비전방송국, KBS-TV (현 KBS 1TV) 개국. 매일 오전 6시부터 10시까지 하루 4시간 방송함.

## 탄생

### 1월
- 1월 1일
  - 대한민국의 군인 원인철.
  - 대한민국의 의학자 김동욱.
- 1월 2일 - 미국의 영화감독 토드 헤인스.
- 1월 4일 - 대한민국의 정치인 오세훈.
- 1월 6일
  - 대한민국의 프로듀서 박정훈.
  - 대한민국의 축구 선수 홍석민.
  - 대한민국의 가수 강태평.
- 1월 7일
  - 대한민국의 정치인 백영현.
  - 대한민국의 가수 김형철. (~2007년)
- 1월 10일
  - 대한민국의 전 축구 선수, 현 축구 감독 최순호.
  - 대한민국의 정치인, 공무원 윤태영.
- 1월 11일 - 합스부르크 가문의 수장 카를 폰 합스부르크로트링겐.
- 1월 12일
  - 대한민국의 가수, 작곡가 김승기.
  - 대한민국의 가수 유열.
- 1월 13일 - 미국의 배우 줄리아 루이드라이퍼스.
- 1월 19일
  - 대한민국의 전 축구 선수, 현 축구 지도자 박경훈.
  - 대한민국의 전 야구 선수, 현 야구 지도자 신경식.
  - 대한민국의 신학자 신문철.
- 1월 22일
  - 대한민국의 농구 선수, 지도자 김진.
  - 일본의 성우 나카하라 시게루.
- 1월 24일
  - 독일의 배우 나스타샤 킨스키.
  - 대한민국의 언론운동가 출신 기초의원 강병수. (~2023년)
- 1월 27일
  - 대한민국의 정치인 김상조. (~2022년)
  - 미국의 배우 로이 피건.
- 1월 31일 - 대한민국의 배우 박영록.

### 2월
- 2월 3일 - 대한민국의 사회운동가, 정치인 장향숙.
- 2월 4일 - 대한민국의 아나운서 이윤재.
- 2월 6일 - 일본의 성우 코바야시 유코.
- 2월 8일
  - 대한민국의 성우 문지현.
  - 대한민국의 가수 이정희.
- 2월 10일
  - 미국의 영화 감독 알렉산더 페인.
  - 미국의 정치가, 언론인 조지 스테퍼노펄러스.
  - 대한민국의 배우 최화정.
- 2월 12일
  - 대한민국의 배우 김응수.
  - 미국의 일류학자 데이비드 그레이버. (~2020년)
- 2월 14일 - 대한민국의 배우 김혜정.
- 2월 17일 - 대한민국의 정치인 이주호.
- 2월 18일 - 일본의 가수 가게야마 히로노부.
- 2월 19일 - 대한민국의 배우 박순천.
- 2월 21일
  - 대한민국의 배우 금보라.
  - 대한민국의 배우 이효정.
- 2월 24일 - 대한민국의 희극인 김한국.
- 2월 25일
  - 대한민국의 배우 김태영.
  - 대한민국의 배우 권혁호.
- 2월 26일 - 대한민국의 언론인 임도혁.
- 2월 27일 - 대한민국의 야구 선수 이강돈.
- 2월 28일
  - 대한민국의 정치인 염동열.
  - 캐나다의 배우 레이 돈 총.

### 3월
- 3월 2일 - 대학 교수 출신의 미국·푸에르토리코 여성 외교관 겸 정치인 루스 벨라 구티에레스 포르투뇨.
- 3월 3일
  - 대한민국의 정치인 윤준병.
  - 대한민국의 전 권투 선수 김철호.
  - 대한민국의 야구 선수 김상기.
- 3월 4일 - 미국의 복싱 선수 레이 맨시니.
- 3월 6일 - 대한민국의 건축가, 대학 교수 윤재은.
- 3월 8일
  - 일본의 만화가 에가와 타츠야.
  - 대한민국의 배우 양금석.
- 3월 9일 - 대한민국의 전 야구 선수 김광림.
- 3월 10일 - 미국의 우주인 로럴 클라크. (~2003년)
- 3월 11일 - 아랍에미리트의 제3대 대통령 무함마드 빈 자이드 알나흐얀.
- 3월 13일
  - 대한민국의 배우 한기중.
  - 대한민국의 법조인 박보영.
- 3월 15일
  - 대한민국의 정치인 권익현.
  - 대한민국의 육상 선수 이홍열.
  - 대한민국의 공무원 김현수.
- 3월 16일
  - 대한민국의 배우 이미영.
  - 대한민국의 기초의원 김태웅. (~2023년)
- 3월 18일 - 대한민국의 축구 선수, 축구 지도자, 행정가 조긍연.
- 3월 19일 - 노르웨이의 전 축구 선수 루네 브라체트.
- 3월 20일 - 대한민국의 연구인 백승주.
- 3월 21일
  - 대한민국의 학원인 손주은.
  - 독일의 전 축구 선수, 현 축구 감독 로타어 마테우스.
  - 일본의 전 축구 선수, 축구 감독 조후쿠 히로시.
- 3월 22일 - 대한민국의 공무원 권덕철.
- 3월 23일 - 대한민국의 법조인, 정치인 양부남.
- 3월 24일 - 대한민국의 야구 선수 양상문.
- 3월 25일
  - 대한민국의 배우 홍학표.
  - 대한민국의 전 축구 선수, 축구 감독 윤덕여.
- 3월 26일 - 대한민국의 기업인, 정치인 고동진.
- 3월 27일
  - 일본의 기타리스트 마츠모토 타카히로.
  - 일본의 성우, 음향감독 츠쿠이 쿄세이.
- 3월 29일 - 대한민국의 가수 이은하.

### 4월
- 4월 1일
  - 영국의 가수 수잔 보일.
  - 뉴질랜드의 작가 앤서니 매카튼
- 4월 2일 - 대한민국의 소방관 이병곤. (~2015년)
- 4월 3일 - 미국의 배우 에디 머피.
- 4월 4일
  - 일본의 성우 마츠이 나오코.
  - 미국의 프로 권투 선수 레이 머서.
- 4월 7일 - 대한민국의 검사 김광준.
- 4월 8일 - 대한민국의 산악인 유학재.
- 4월 11일
  - 미국의 배우, 영화감독 빈센트 갤로.
  - 프랑스의 영화감독 로랑 캉테. (~2024년)
- 4월 12일 - 우크라이나의 정치인, 고려인 올렉산드르 신.
- 4월 14일
  - 대한민국의 행정학자, 대학 교수 김태윤.
  - 영국의 배우 로버트 칼라일.
- 4월 16일 - 대한민국의 화가 김성.
- 4월 18일 - 대한민국의 야구 코치, 야구 해설가 이순철.
- 4월 21일
  - 대한민국의 가수 장덕. (~1990년)
  - 대한민국의 배우 이재훈. (~2007년)
- 4월 22일 - 대한민국의 전문직업인 박상헌
- 4월 25일 - 대한민국의 배우 권철.
- 4월 26일
  - 대한민국의 전 축구 선수, 현 축구 감독 변병주.
  - 대한민국의 정치인 강민정.
- 4월 28일 - 대한민국의 전 야구 선수, 현 야구 코치 김민호.
- 4월 29일
  - 대한민국의 정치인 안규백.
  - 일본의 성우 타치키 후미히코.

### 5월
- 5월 1일 - 대한민국의 사회운동가 박래군.
- 5월 5일 - 일본의 정치인, 교육자, 레슬링 선수 하세 히로시.
- 5월 6일
  - 대한민국의 공무원 권덕철.
  - 미국의 배우, 영화 감독 조지 클루니.
- 5월 7일 - 대한민국의 유도 선수 조용철.
- 5월 8일 - 대한민국의 언론인 김장겸.
- 5월 12일 - 대한민국의 배우 김성일.
- 5월 13일 - 미국의 농구 선수 데니스 로드먼.
- 5월 14일 - 영국의 배우 팀 로스.
- 5월 17일 - 아일랜드의 음악가 에냐.
- 5월 20일 - 대한민국의 정치인 조은희.
- 5월 22일 - 미국의 배우 앤 큐잭.
- 5월 25일 - 브라질의 전 축구 선수, 축구 감독 치치.
- 5월 26일 - 대한민국의 물리학자, 언어학자 스베르케르 요한손.
- 5월 27일 - 대한민국의 정치인 박희영.
- 5월 31일
  - 대한민국의 판사, 변호사 김주현.
  - 미국의 배우 리 톰프슨.

### 6월
- 6월 1일
  - 슬로바키아의 작곡가 페테르 마하이디크.
  - 러시아의 기업인 예브게니 프리고진. (~2023년)
- 6월 2일 - 대한민국의 정치인 박정열. (~2024년)
- 6월 4일 - 대한민국의 전 방송기자, 현 정치인 박선규.
- 6월 9일
  - 캐나다-미국의 배우 마이클 J. 폭스.
  - 미국의 영화각본가 겸 영화감독 아론 소킨.
- 6월 10일
  - 대한민국의 전 야구 선수, 현 야구 코치 양일환.
  - 대한민국의 언어학자, 교수 고현철. (~2015년)
  - 코스타라카의 경제학자, 정치인 로드리고 차베스 로블레스.
- 6월 12일 - 대한민국의 정치인 안규백.
- 6월 13일
  - 대한제국 고종 황제 서자 의친왕의 서손자이며 대한제국 황실 후손 이준.
  - 대한민국의 정치인 하은호.
- 6월 14일
  - 대한민국의 배우 정보석.
  - 영국의 싱어송라이터 보이 조지.
- 6월 15일 - 대한민국의 기자, 정치인 민형배.
- 6월 17일
  - 대한민국의 배우 이한위.
  - 프랑스의 배우 드니 라방.
  - 일본의 성우, 배우 야마데라 코이치.
- 6월 19일 - 대한민국의 배우 최재호.
- 6월 21일 - 인도네시아의 정치인, 제7대 대통령 조코 위도도.
- 6월 23일 - 대한민국의 전직 정치인 이수봉.
- 6월 24일 - 영국의 가수, 작곡가, 음악가 커트 스미스.
- 6월 25일 - 영국의 희극인, 배우 리키 저베이스.

### 7월
- 7월 1일
  - 영국 찰스 왕세자의 전 부인 웨일스 공비 다이애나. (~1997년)
  - 미국의 육상 선수 칼 루이스.
  - 인도계 미국인 우주인 칼파나 촐라. (~2003년)
- 7월 3일
  - 대한민국의 성악가 신영옥.
  - 대한민국의 프로듀서 김환균.
  - 대한민국의 공무원·정당인 김유찬.
  - 대한민국의 변호사, 검사 임수빈.
- 7월 4일
  - 대한민국의 언론인 겸 정치인 이진숙.
  - 미국의 게임 디자이너, 프로게이머 리처드 개리엇.
  - 러시아의 축구 심판 발렌틴 이바노프.
  - 대한민국의 야구 선수 윤한길.
- 7월 5일 - 일본의 성우 마스타니 야스노리.
- 7월 6일
  - 대한민국의 수필가, 기업인, 금융인 황태영. (~2017년)
  - 미국의 댄서, 안무가, 뮤직 비디오 감독, 배우, 의류 디자이너, 기업가 로빈 앤틴.
- 7월 8일 - 미국의 촬영 기사, 영화 감독 월리 피스터.
- 7월 10일
  - 대한민국의 정치인 김병기.
  - 홍콩의 배우, 가수 장학우.
- 7월 12일 - 대한민국의 야구 선수 권기홍. (~2023년)
- 7월 14일
  - 대한민국의 작곡가 진은숙.
  - 미국의 배우 재키 얼 헤일리.
- 7월 15일
  - 대한민국의 언론인 양승동.
  - 미국의 배우 포리스트 휘터커.
- 7월 16일 - 대한민국의 배우 서갑숙.
- 7월 17일 - 대한민국의 전 야구 선수, 현 투수코치 및 해설가 윤석환.
- 7월 21일 - 신은미.
- 7월 22일 - 대한민국의 정치인 정재웅.
- 7월 23일
  - 대한민국의 대학교수 노재환.
  - 미국의 배우 우디 해럴슨.
- 7월 25일
  - 대한민국의 정치인 배종호.
  - 대한민국의 배우 양미경.
  - 미국의 베이시스트 맷 비저넷.
- 7월 27일
  - 대한민국의 야구 선수, 지도자 최일언.
  - 미국의 레슬링 선수 윌리엄 셰어.
- 7월 28일 - 벨라루스의 역도 선수 알렉산드르 쿠를로비치.
- 7월 30일 - 미국의 배우 로렌스 피쉬번.

### 8월
- 8월 1일
  - 대한민국의 성우 홍승섭.
  - 네덜란드의 전 축구 선수, 현 축구 감독 다니 블린트.
- 8월 3일 - 대한민국의 언론인 김명호.
- 8월 4일 - 미국의 정치인, 제44대 대통령 버락 오바마.
- 8월 5일
  - 대한민국의 기타리스트, 가수 함춘호.
  - 대한민국의 천주교 성직자 정순택.
  - 잉글랜드의 축구 선수 콜린 벨.
  - 미국의 모델, 영화배우, 성우 토니 키탠. (~2021년)
- 8월 7일 - 대한민국의 가수 김승미.
- 8월 8일 - 대한민국의 가수 길은정. (~2005년)
- 8월 9일
  - 뉴질랜드의 정치인 존 키.
  - 일본의 연출가, 각본가, 영화 감독 미키 사토시.
- 8월 11일 - 대한민국의 교육자 이종훈.
- 8월 13일
  - 대한민국의 배우 고태산.
  - 대한민국의 교육행정정치인 김대중.
- 8월 14일 - 일본의 전직 축구 선수 쓰나미 사토시.
- 8월 16일 - 일본의 성우 타카노 우라라.
- 8월 17일
  - 일본의 교수이자 미키 마우스 성우인 아오야기 타카시.
  - 대한민국의 희극인 이경래.
- 8월 20일 - 오스트레일리아의 소설 작가 그레그 이건.
- 8월 21일 - 대한민국의 해양학자, 애니메이션 감독 스티븐 힐런버그. (~2018년)
- 8월 23일 - 프랑스의 영화 음악, 작곡가 알렉상드르 데스플라.
- 8월 24일
  - 영국의 배우 재러드 해리스.
  - 프랑스의 작가 소피 오두앵마미코니앙.
- 8월 25일
  - 대한민국의 야구 감독 및 야구 선수 조성옥. (~2009년)
  - 미국의 컨트리 가수, 배우 빌리 레이 사이러스.
- 8월 27일 - 미국의 패션 디자이너, 영화감독 톰 포드.
- 8월 28일
  - 대한민국의 배우 오광록.
  - 미국의 배우 제니퍼 쿨리지.
- 8월 30일 - 이탈리아의 권투 선수 살바토레 토디스코. (~1990년)
- 8월 31일 - 일본의 싱어송라이터 안리.

### 9월
- 9월 1일 - 대한민국의 기업인 유재민.
- 9월 2일
  - 콜롬비아의 전 축구 선수 카를로스 발데라마.
  - 홍콩의 배우 황추생.
- 9월 3일 - 대한민국의 배우 김주승. (~2007년)
- 9월 5일 - 대한민국의 스포츠산업학과 교수 김종.
- 9월 6일
  - 대한민국의 가수 박강성.
  - 대한민국의 변호사 겸 방송인 한문철.
- 9월 8일 - 대한민국의 대구광역시의원 김충환.
- 9월 9일 - 대한민국의 수학자 강석진.
- 9월 10일
  - 대한민국의 경찰 출신 정치인 윤재옥.
  - 스페인의 정치인 알베르토 누녜스 페이호.
- 9월 11일
  - 대한민국의 배우 정종현.
  - 미국의 배우 버지니아 매드슨.
- 9월 12일 - 소련, 러시아의 배우 로자 하이룰리나.
- 9월 13일
  - 대한민국의 배우 남기애.
  - 미국의  기타리스트 겸 보컬 데이브 머스테인.
- 9월 14일
  - 대한민국의 법조인 김주현.
  - 독일의 배우 마르티나 게데크.
- 9월 15일
  - 대한민국의 공무원, 정치인 김기웅.
  - 대한민국의 천주교 성직자 김선태.
- 9월 16일 - 오스트레일리아의 인류학자, 게이샤 피오나 그레이엄. (~2023년)
- 9월 18일
  - 대한민국의 공인회계사, 정치인 유동수.
  - 프랑스의 작가, 소설가 베르나르 베르베르.
  - 미국의 배우 제임스 갠돌피니. (~2013년)
- 9월 19일
  - 대한민국의 가수 강승모
  - 대한민국의 축구 선수 권재곤.
- 9월 21일
  - 대한민국의 배우 황덕재.
  - 일본의 성우 타카다 유미.
- 9월 23일 - 미국의 우주비행사 윌리엄 맥콜.
- 9월 25일 - 아일랜드의 전 축구 선수, 축구 감독 로니 웰런.
- 9월 27일
  - 대한민국의 가수 최석준.
  - 홍콩의 배우 유덕화.
  - 일본의 전 애니메이터, 애니메이션 감독 신보 아키유키.
- 9월 28일 - 미국의 배우, 성우 그레고리 바라.
- 9월 29일 - 대한민국의 희극인, 방송인 정재환.

### 10월
- 10월 4일 - 일본의 만화가 타카하시 카즈키. (~2022년)
- 10월 5일
  - 대한민국의 세무, 정치인 권중순.
  - 대한민국의 정치인 이형석.
- 10월 7일 - 대한민국의 작가, 언론인 이덕일.
- 10월 8일 - 대한민국의 전직 경상북도 청송군의원 박승환. (~2014년)
- 10월 10일 - 대한민국의 법조인, 정치인 김재경.
- 10월 11일
  - 대한민국의 정치인, 공무원 김성환.
  - 대한민국의 언론인 박선홍.
- 10월 12일 - 스페인의 전 축구 선수 첸도.
- 10월 13일 - 대한민국의 기업인 이홍선.
- 10월 15일 - 대한민국의 정치인 김주영.
- 10월 16일 - 대한민국의 배우 홍석연.
- 10월 17일 - 대한민국의 전 축구 선수 김경호.
- 10월 19일 - 대한민국의 변호사, 정치인 정성호.
- 10월 20일
  - 대한민국의 성우 김수중.
  - 대한민국의 배우 이영범.
  - 일본의 성우 토미자와 미치에.
  - 영국의 전 축구 선수 이언 러시.
- 10월 23일 - 스페인의 전 축구 선수 안도니 수비사레타.
- 10월 25일 - 일본의 성우, 내레이터 이소베 히로시.
- 10월 26일 - 미국의 배우 딜런 맥더멋.
- 10월 29일 - 대한민국의 배우 나영희.
- 10월 30일
  - 대한민국의 경찰공무원, 정치인 김종양.
  - 대한민국의 전 기업인 이수봉.
- 10월 31일 - 뉴질랜드의 영화 감독 피터 잭슨.

### 11월
- 11월 1일 - 미국의 정치인 라이언 징키.
- 11월 5일
  - 대한민국의 야구 선수 정삼흠.
  - 미국의 군인 조지프 T. 화이트.
  - 대한민국의 가수 주현미.
- 11월 7일 - 벨라루스의 전 축구 선수, 현 축구 감독 세르게이 알레이니코프.
- 11월 8일 - 대한민국의 바둑 기사 안관옥.
- 11월 11일
  - 대한민국의 연출가 안판석.
  - 미국의 레슬링 선수 맷 가파리.
- 11월 12일
  - 루마니아의 체조 선수 나디아 코머네치.
  - 우루과이의 전 축구 선수 엔초 프란체스콜리.
- 11월 14일 - 스페인의 만화가 카를로스 파체코. (~2022년)
- 11월 15일 - 대한민국의 사회복지단체인 출신 정치가 양금희.
- 11월 16일 - 대한민국의 교수, 방송인, 언론인 신율.
- 11월 18일 - 영국의 각본가 스티븐 모팻.
- 11월 19일 - 미국의 배우 멕 라이언.
- 11월 20일 - 대한민국의 뮤지컬 배우 김선동.
- 11월 21일
  - 일본의 성우 카와무라 마리아.
  - 일본의 게임 개발자 아카이 타카미.
- 11월 23일 - 일본의 만화가 일러스트레이터, 디자이너 시로 마사무네.
- 11월 26일
  - 대한민국의 배우 이승현.
  - 미국의 프로레슬링 선수 리사 모레티.
- 11월 28일 - 멕시코의 영화 감독 알폰소 쿠아론.
- 11월 29일 - 미국의 배우 톰 시즈모어. (~2023년)

### 12월
- 12월 1일 - 대한민국의 전 양궁 선수 김진호.
- 12월 2일 - 대한민국의 배우 김정훈.
- 12월 3일 - 대한민국의 전 야구 선수, 현 야구 코치 김성래.
- 12월 4일 - 일본의 성우 챠후린.
- 12월 8일
  - 미국의 작가, 논객 앤 콜터.
  - 대한민국의 배우, 권투 선수 조성규.
- 12월 11일
  - 대한민국의 전 야구 선수, 현 야구 코치 조청희.
  - 세네갈의 정치인 마키 살.
- 12월 12일 - 미국의 정치인 잭 시아타렐리.
- 12월 15일 - 대한민국의 전문직업인 김진화.
- 12월 16일 - 미국의 스탠드업 희극인, 사회 운동가, 음악가 빌 힉스. (~1994년)
- 12월 17일
  - 대한민국의 방송프로듀서 예미란.
  - 대한민국의 배우 이창직.
- 12월 18일
  - 일본의 영화 감독 소노 시온.
  - 미국의 싱어송라이터 앤지 스톤. (~2025년)
  - 캐나다의 전 피겨 스케이팅 선수, 현 피겨 스케이팅 코치 브라이언 오서.
- 12월 21일
  - 대한민국의 언론인, 대학 교수, 정치인 성창경.
  - 일본의 레슬링 선수 사토 미쓰루.
- 12월 22일 - 대한민국의 의료인, 정치인 신동근.
- 12월 24일 - 아제르바이잔의 대통령 일함 알리예프.
- 12월 25일 - 대한민국의 배우 강주희.
- 12월 26일
  - 대한민국의 프로듀서 최승호.
  - 대한민국의 가정의학과 전문의이자 의학박사 오한진.
- 12월 30일 - 캐나다의 육상 선수 벤 존슨.

### 미상
- 대한민국의 영화 감독 김성수.
- 대한민국의 배우 김부선.
- 대한민국의 배우 김영임.
- 대한민국의 언론인 김환균.
- 대한민국의 제32대 산림청장 박종호.
- 대한민국의 야구 선수 신경식.
- 대한민국의 배우 이수진.
- 대한민국의 배우 최지원.
- 대한민국의 국세청장을 지낸 경제관료 한승희.
- 일본의 음악가, 작곡가 다카사키 아키라.
- 미국의 기업인 메리 배라.
- 대한민국의 제주특별자치도의원 김경민.
- 대한민국의 산업디자인·공업디자인·문화디자인 학자 김민수.
- 대한민국의 대구광역시 북구의원 김병규.
- 대한민국의 서울특별시 광진구의원 김상배.
- 조선민주주의인민공화국의 정치인 김석준.
- 대한민국의 사업가 김진. (~2023년)
- 대한민국의 기업인 이낙영.
- 대한민국의 조각가 최정화.

## 사망

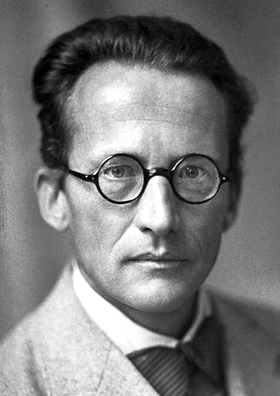
에르빈 슈뢰딩거

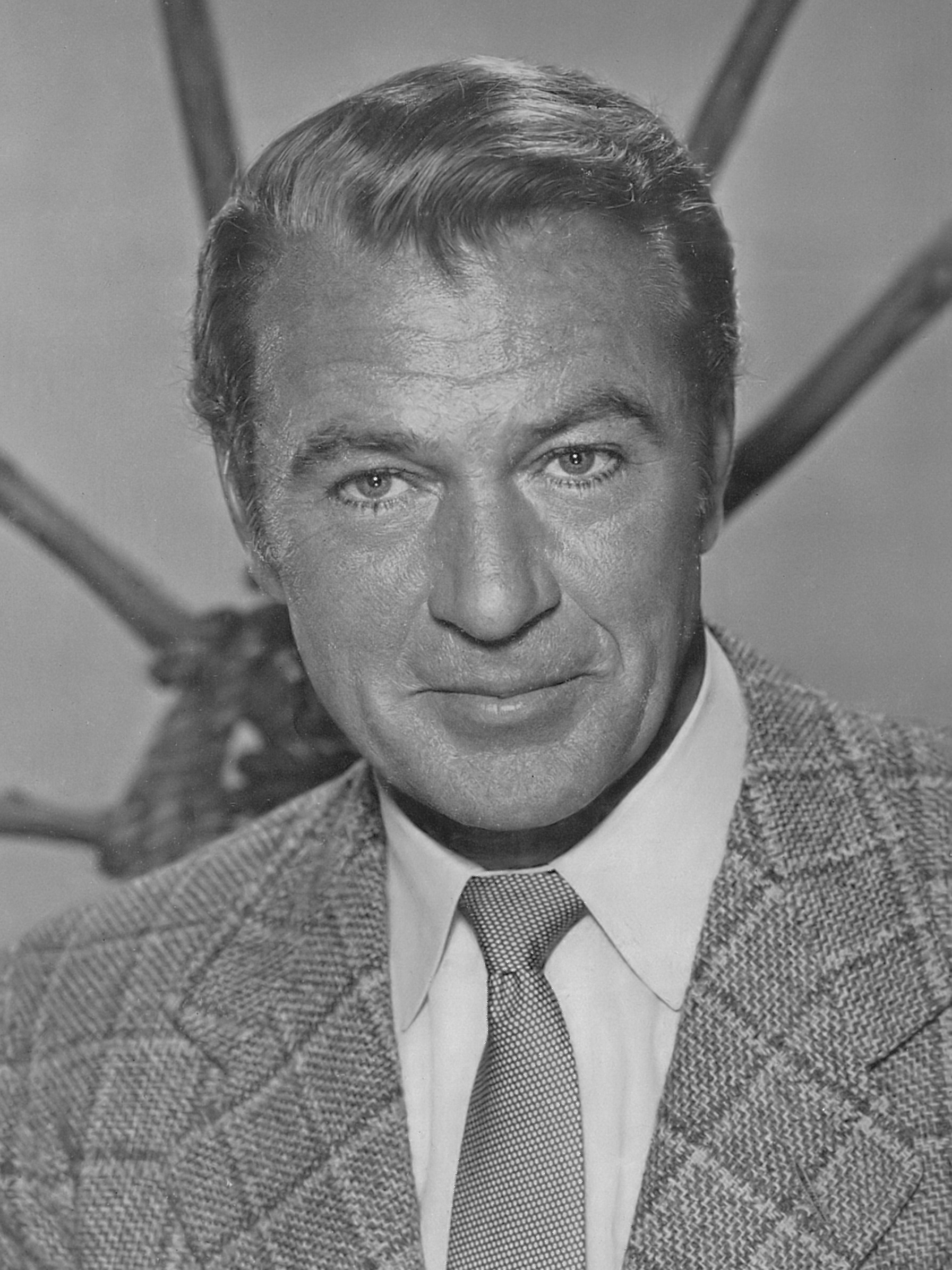
게리 쿠퍼

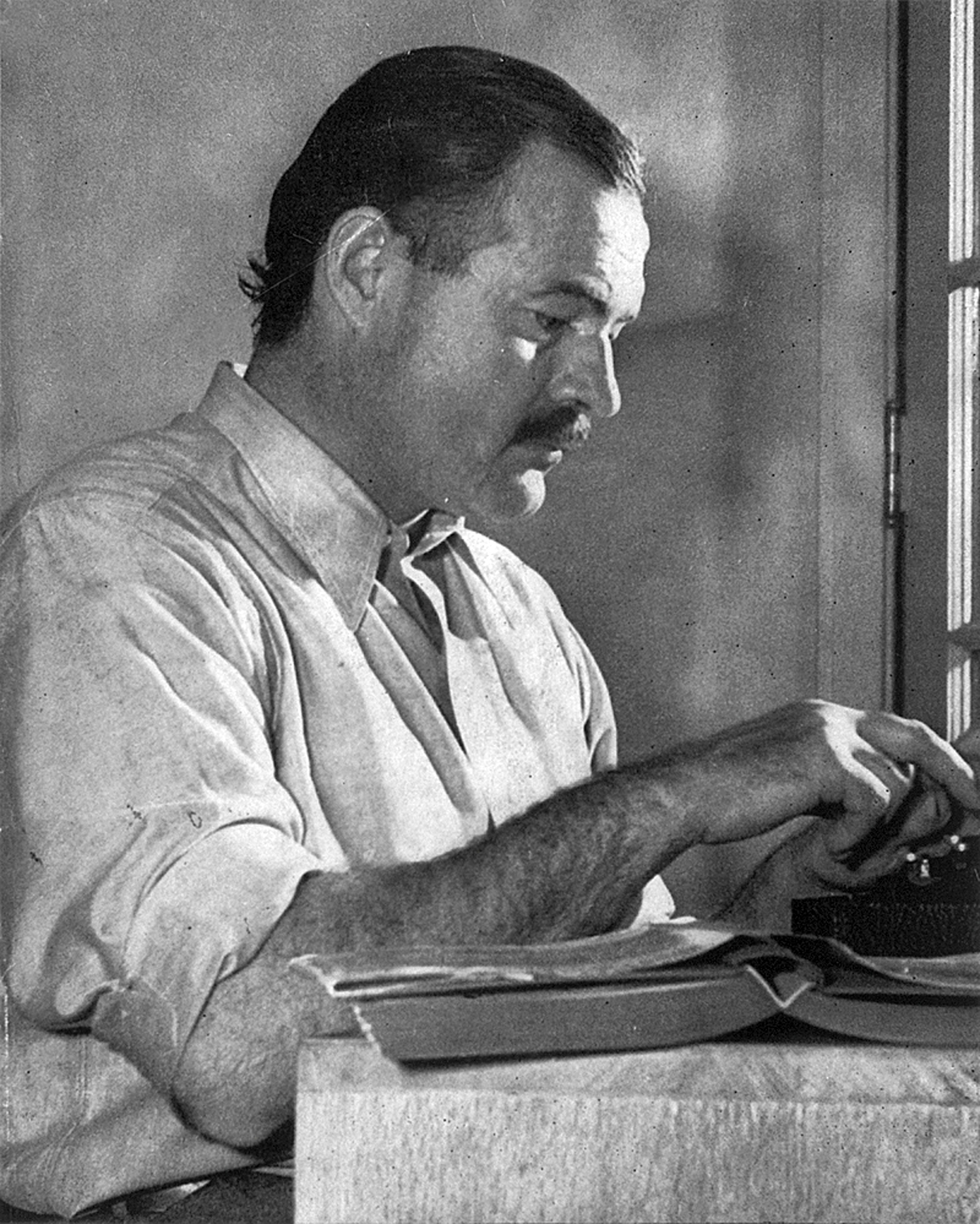
어네스트 헤밍웨이

- 1월 4일 - 오스트리아의 물리학자 에르빈 슈뢰딩거. (1887년~)
- 1월 17일 - 콩고민주공화국의 총리 파트리스 루뭄바. (1925년~)
- 2월 10일 - 체코의 작가 야쿠프 데믈. (1878년~)
- 3월 3일 - 오스트리아의 피아니스트 파울 비트겐슈타인. (1878년~)
- 4월 9일 - 알바니아의 국왕 조구 1세. (1895년~)
- 5월 3일 - 일본의 미술사학자 야나기 무네요시. (1889년~)
- 5월 13일 - 미국의 영화배우 게리 쿠퍼. (1901년~)
- 6월 6일 - 스위스의 정신의학자 카를 융. (1875년~)
- 7월 2일 - 미국의 작가 어니스트 헤밍웨이. (1899년~)
- 7월 16일 - 대한민국의 기업인, 정치인 신용욱. (1901년~)
- 12월 21일
  - 대한민국의 언론인 조용수. (1930년~)
  - 대한민국의 정치 깡패 곽영주. (1924년~)
  - 대한민국의 정치 깡패 임화수. (1921년~)
- 12월 23일 - 제2차 세계 대전 당시 독일의 군인 쿠르트 마이어. (1910년~)

## 노벨상
- 문학상: 이보 안드리치
- 물리학상: 로버트 호프스태터, 루돌프 뫼스바우어
- 생리학 및 의학상: 게오르크 폰 베케시
- 평화상: 다그 함마르셸드
- 화학상: 멜빈 캘빈

## 달력
| 1월 |    |    |    |    |    |    |
| 일  | 월 | 화 | 수 | 목 | 금 | 토 |
| 1   | 2  | 3  | 4  | 5  | 6  | 7  |
| 8   | 9  | 10 | 11 | 12 | 13 | 14 |
| 15  | 16 | 17 | 18 | 19 | 20 | 21 |
| 22  | 23 | 24 | 25 | 26 | 27 | 28 |
| 29  | 30 | 31 |    |    |    |    |

| 2월 |    |    |    |    |    |    |
| 일  | 월 | 화 | 수 | 목 | 금 | 토 |
|     |    |    | 1  | 2  | 3  | 4  |
| 5   | 6  | 7  | 8  | 9  | 10 | 11 |
| 12  | 13 | 14 | 15 | 16 | 17 | 18 |
| 19  | 20 | 21 | 22 | 23 | 24 | 25 |
| 26  | 27 | 28 |    |    |    |    |

| 3월 |    |    |    |    |    |    |
| 일  | 월 | 화 | 수 | 목 | 금 | 토 |
|     |    |    | 1  | 2  | 3  | 4  |
| 5   | 6  | 7  | 8  | 9  | 10 | 11 |
| 12  | 13 | 14 | 15 | 16 | 17 | 18 |
| 19  | 20 | 21 | 22 | 23 | 24 | 25 |
| 26  | 27 | 28 | 29 | 30 | 31 |    |

| 4월 |    |    |    |    |    |    |
| 일  | 월 | 화 | 수 | 목 | 금 | 토 |
|     |    |    |    |    |    | 1  |
| 2   | 3  | 4  | 5  | 6  | 7  | 8  |
| 9   | 10 | 11 | 12 | 13 | 14 | 15 |
| 16  | 17 | 18 | 19 | 20 | 21 | 22 |
| 23  | 24 | 25 | 26 | 27 | 28 | 29 |
| 30  |    |    |    |    |    |    |

| 5월 |    |    |    |    |    |    |
| 일  | 월 | 화 | 수 | 목 | 금 | 토 |
|     | 1  | 2  | 3  | 4  | 5  | 6  |
| 7   | 8  | 9  | 10 | 11 | 12 | 13 |
| 14  | 15 | 16 | 17 | 18 | 19 | 20 |
| 21  | 22 | 23 | 24 | 25 | 26 | 27 |
| 28  | 29 | 30 | 31 |    |    |    |

| 6월 |    |    |    |    |    |    |
| 일  | 월 | 화 | 수 | 목 | 금 | 토 |
|     |    |    |    | 1  | 2  | 3  |
| 4   | 5  | 6  | 7  | 8  | 9  | 10 |
| 11  | 12 | 13 | 14 | 15 | 16 | 17 |
| 18  | 19 | 20 | 21 | 22 | 23 | 24 |
| 25  | 26 | 27 | 28 | 29 | 30 |    |

| 7월 |    |    |    |    |    |    |
| 일  | 월 | 화 | 수 | 목 | 금 | 토 |
|     |    |    |    |    |    | 1  |
| 2   | 3  | 4  | 5  | 6  | 7  | 8  |
| 9   | 10 | 11 | 12 | 13 | 14 | 15 |
| 16  | 17 | 18 | 19 | 20 | 21 | 22 |
| 23  | 24 | 25 | 26 | 27 | 28 | 29 |
| 30  | 31 |    |    |    |    |    |

| 8월 |    |    |    |    |    |    |
| 일  | 월 | 화 | 수 | 목 | 금 | 토 |
|     |    | 1  | 2  | 3  | 4  | 5  |
| 6   | 7  | 8  | 9  | 10 | 11 | 12 |
| 13  | 14 | 15 | 16 | 17 | 18 | 19 |
| 20  | 21 | 22 | 23 | 24 | 25 | 26 |
| 27  | 28 | 29 | 30 | 31 |    |    |

| 9월 |    |    |    |    |    |    |
| 일  | 월 | 화 | 수 | 목 | 금 | 토 |
|     |    |    |    |    | 1  | 2  |
| 3   | 4  | 5  | 6  | 7  | 8  | 9  |
| 10  | 11 | 12 | 13 | 14 | 15 | 16 |
| 17  | 18 | 19 | 20 | 21 | 22 | 23 |
| 24  | 25 | 26 | 27 | 28 | 29 | 30 |

| 10월 |    |    |    |    |    |    |
| 일   | 월 | 화 | 수 | 목 | 금 | 토 |
| 1    | 2  | 3  | 4  | 5  | 6  | 7  |
| 8    | 9  | 10 | 11 | 12 | 13 | 14 |
| 15   | 16 | 17 | 18 | 19 | 20 | 21 |
| 22   | 23 | 24 | 25 | 26 | 27 | 28 |
| 29   | 30 | 31 |    |    |    |    |

| 11월 |    |    |    |    |    |    |
| 일   | 월 | 화 | 수 | 목 | 금 | 토 |
|      |    |    | 1  | 2  | 3  | 4  |
| 5    | 6  | 7  | 8  | 9  | 10 | 11 |
| 12   | 13 | 14 | 15 | 16 | 17 | 18 |
| 19   | 20 | 21 | 22 | 23 | 24 | 25 |
| 26   | 27 | 28 | 29 | 30 |    |    |

| 12월 |    |    |    |    |    |    |
| 일   | 월 | 화 | 수 | 목 | 금 | 토 |
|      |    |    |    |    | 1  | 2  |
| 3    | 4  | 5  | 6  | 7  | 8  | 9  |
| 10   | 11 | 12 | 13 | 14 | 15 | 16 |
| 17   | 18 | 19 | 20 | 21 | 22 | 23 |
| 24   | 25 | 26 | 27 | 28 | 29 | 30 |
| 31   |    |    |    |    |    |    |

### 음양력 대조 일람
| 음력월 | 월건 | 대소 | 음력 1일의 양력 월일 | 음력 1일 간지 |
| ------ | ---- | ---- | -------------------- | ------------- |
| 1월    | 경인 | 대   | 2월 15일             | 기묘          |
| 2월    | 신묘 | 소   | 3월 17일             | 기유          |
| 3월    | 임진 | 대   | 4월 15일             | 무인          |
| 4월    | 계사 | 소   | 5월 15일             | 무신          |
| 5월    | 갑오 | 대   | 6월 13일             | 정축          |
| 6월    | 을미 | 소   | 7월 13일             | 정미          |
| 7월    | 병신 | 대   | 8월 11일             | 병자          |
| 8월    | 정유 | 대   | 9월 10일             | 병오          |
| 9월    | 무술 | 소   | 10월 10일            | 병자          |
| 10월   | 기해 | 대   | 11월 8일             | 을사          |
| 11월   | 경자 | 소   | 12월 8일             | 을해          |
| 12월   | 신축 | 대   | 1962년 1월 6일       | 갑진          |